# Brisbane International 2025
Das Brisbane International 2025 war der Name eines Tennisturniers der WTA Tour 2025 für Damen sowie eines Tennisturniers der ATP Tour 2025 für Herren, welche zeitgleich vom 30. Dezember 2024 bis 5. Januar 2025 in Brisbane stattfinden.

## Herrenturnier
→ Qualifikation: Brisbane International 2025/Herren/Qualifikation

## Damenturnier
→ Qualifikation: Brisbane International 2025/Damen/Qualifikation